# Жана Бургундска (1291 – 1330)
Вижте пояснителната страница за други личности с името Жана Бургундска.
Жана II Бургундска (на френски: Jeanne II de Bourgogne, Jeanne Ire d'Artois; * ок. 1288; † 21 януари 1330) е кралица на Франция (1316 – 1322) чрез брака си с Филип V.

## Произход
Дъщеря е на пфалцграфа на Бургундия Ото IV и на Матилда д`Артоа, известна като Мао д`Артоа. Сестра е на Бланш Буггундска, съпруга на Шарл IV(крал на Навара и Франция), и Роберт, граф на Бургундия.

## Брак с Филип V
През януари 1307 г. Жана се омъжва за сина на крал Филип IV Хубави и Жана I Наварска, бъдещия Филип V.
През 1314 г. Жана заедно със сестра си Бланш Бургундска и етърва си Маргьорит Бургундска е обвинена в изневяра. Обвинението е насочено главно към Бланш и Маргьорит докато за Жана не са открити доказателства, но са ѝ отправени обвинения, че ги е прикривала. Затворена е в тъмницата в Дурдан. Благодарение на влиянието на майка си обаче е освободена.
През 1315 г. Жана наследява от брат си Графство Бургундия (Франш Конте).

## Кралица на Франция и Навара
След смъртта на Жан I Посмъртни е коронясана заедно със съпруга си на 20 ноември 1316 година. Впрочем Филип V първоначално възнамерява да я изгони, но тъй като това би означавало да върне земите, които тя му е донесла като зестра, размисля и преценява, че загубата на семейната му чест не заслужава тази жертва.
През август 1321 Филип V се разболява и скоро е прикован на легло. Болестта му продължава близо пет месеца до началото на януари 1322, когато Филип V Дълги умира в двореца Лонгшамп в Париж, ненавършил още тридесет години. Тъй като никое от децата му не могли да го наследят, на френския трон е последван от брат си Шарл IV. На Жана е осигурена издръжка, с която да може да се грижи за себе си и домакинството си.

## Следващи години
От 1329 г., след смъртта на майка си, наследява Графство Артоа. Жана умира по пътя към своето графство. Погребана е в Сен Дени до съпруга си. Нейната неочаквана и бърза кончина някои считат дело на Роберт III д’Артоа, стар враг. Всички владения на графиня Жана наследява нейната голяма дъщеря Жана.

## Деца
От брака на Жана Бургундска с Филип V се раждат 5 деца:
- Жана III Бургундска (01 май 1308 – 15 август 1349), херцогиня на Бургундия и Артоа, съпруга на хецог Одо IV от Бургундия
- Маргарита I Артоа-Бургундска (02 септември 1310 – 09 май 1382), съпруга на Луи I Фландърски, херцогиня на Бургундия, графиня на Артоа
- Изабела (26 октомври 1312 – 08 април 1348), умира бездетна
- Бланш (01 ноември 1313 – 26 април 1358), монахиня
- Филип (21 юни 1316 – 21 февруари 1317)